# Aegires incisus
Aegires incisus (G.O. Sars, 1872) è un mollusco nudibranchio della famiglia Aegiridae.